# Вооружённый макрурус
 Вооружённый макрурус  или вооружённый долгохвост (лат. Coryphaenoides armatus) — вид морских лучепёрых рыб из семейства долгохвостовых отряда трескообразных. Распространены в водах всех океанов.

## Описание

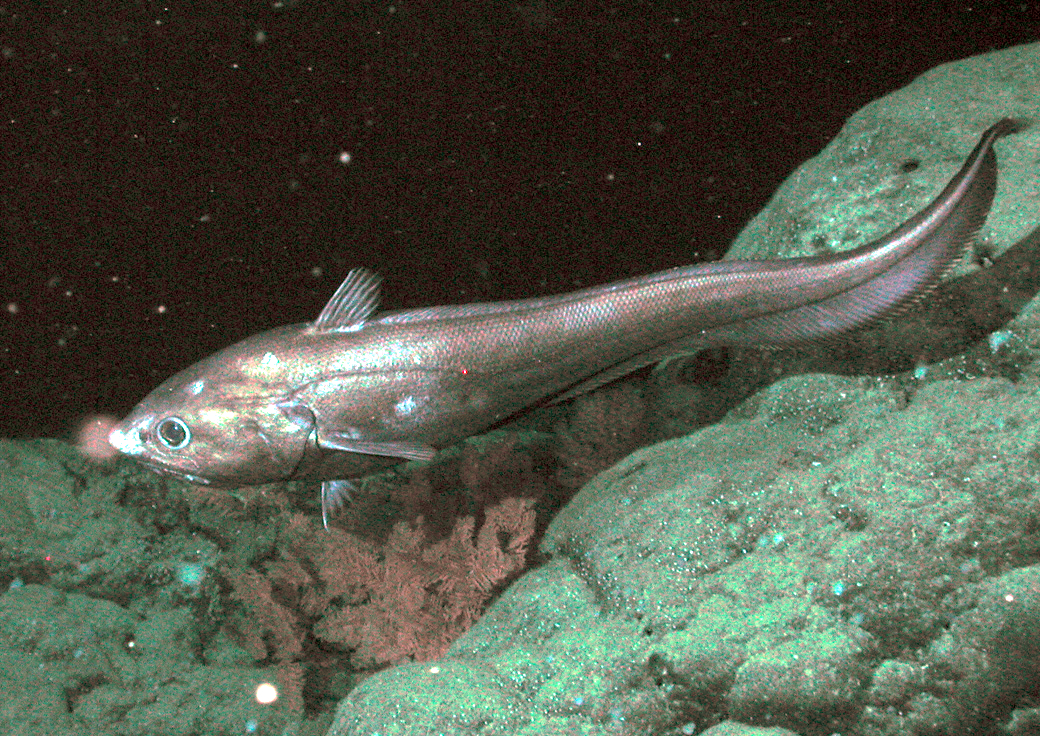
Вооружённый макрурус на глубине 2253 м

Тело удлинённое, начиная от окончания первого спинного плавника сужается к хвостовой части до тонкой нити. Чешуя на теле и верхней части головы мелкая, легкоопадающая,  циклоидная с параллельно идущими многочисленными тонкими заострёнными зубчиками. Зубчики в среднем ряду немного крупнее, чем в соседних рядах. От середины основания первого спинного плавника до боковой линии 6—8 рядов чешуи. Нижняя часть головы, включая рыло, подглазничное пространство и переднюю часть нижней челюсти, без чешуи. Хвостовой плавник отсутствует. Голова и глаза большие. Рыло конической формы, вытянутое, его длина составляет 20—31% от длины головы. Выступает над нижней челюстью. Длина рыла больше межглазничного промежутка. Подбородочный усик средней длины. Рот маленький. Зубы на обеих челюстях, мелкие, конической формы, на нижней челюсти расположены в один ряд. В жаберной перепонке 6 лучей. На внутренней части первой жаберной дуги 11—14 жаберных тычинок. Брюхо короткое. Анальное отверстие расположено непосредственно перед началом анального плавника. Плавательный пузырь большой. Между брюшными плавника и началом анального плавника расположен светящийся орган. Брюхо короткое. Анальное отверстие расположено непосредственно перед началом анального плавника. Плавательный пузырь большой. Тело и голова окрашены в однотонный коричневый цвет, брюхо синеватое.
Первый спинной плавник высокий с коротким основанием и с двумя колючими лучами, один из которых трудноразличим, а второй хорошо развит и имеет зазубренные края. В первом спинном плавнике 8—10 мягких лучей. Второй спинной и анальный плавники длинные и низкие, продолжаются на хвостовую часть тела. Во втором спинном плавнике 123—124 мягких лучей, а в анальном 115 мягких лучей. Лучи второго спинного плавника короче лучей анального плавника. В грудных плавниках 17—21 лучей.  Брюшные плавники расположены на брюхе под грудными плавниками, первый луч удлинённый. У атлантических популяций вооружённого макруруса в брюшных плавниках обычно 10 мягких лучей, а у представителей тихоокеанских популяций — обычно 11—12 лучей.
Максимальная длина тела 102 см.

## Распространение
Распространены в водах всех океанов между 65° с. ш. и 40° ю. ш. Обитают на нижней части материкового склона на глубине от 280 до 5180 м при температуре от 0° до 5°.

## Биология
Молодь питается преимущественно донными беспозвоночными (ракообразные и голотурии). Взрослые особи переходят на питание мезопелагическими и батипелагическими рыбами, морскими ежами и головоногими.